# Theresienwiese

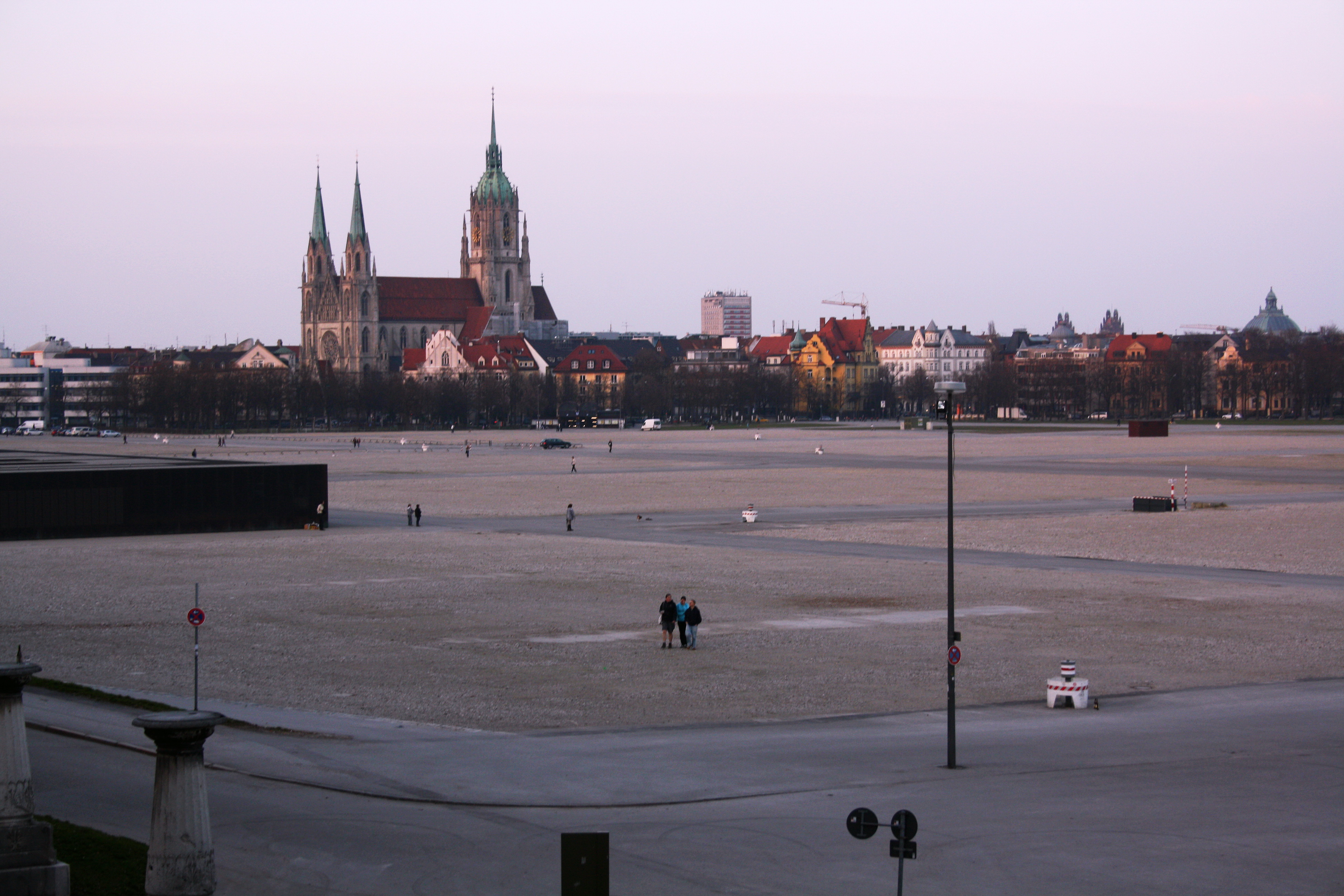
Die Theresienwiese ist die meiste Zeit des Jahres eine leere Fläche

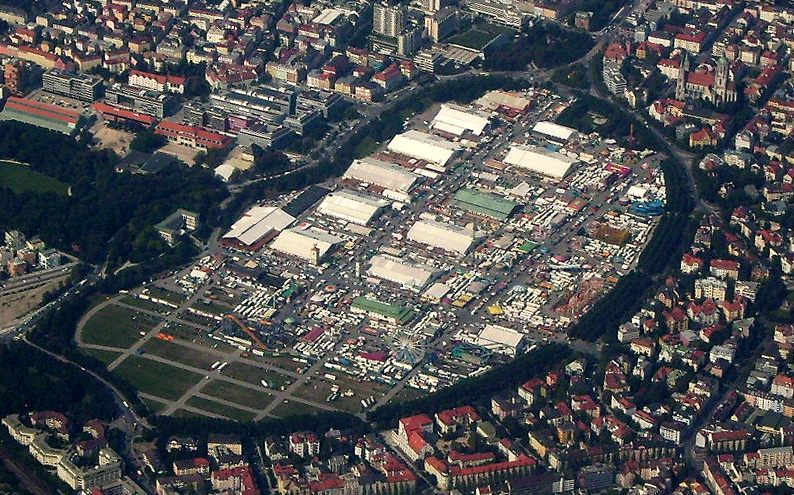
Theresienwiese einen Tag vor der Eröffnung des Oktoberfests (2006)

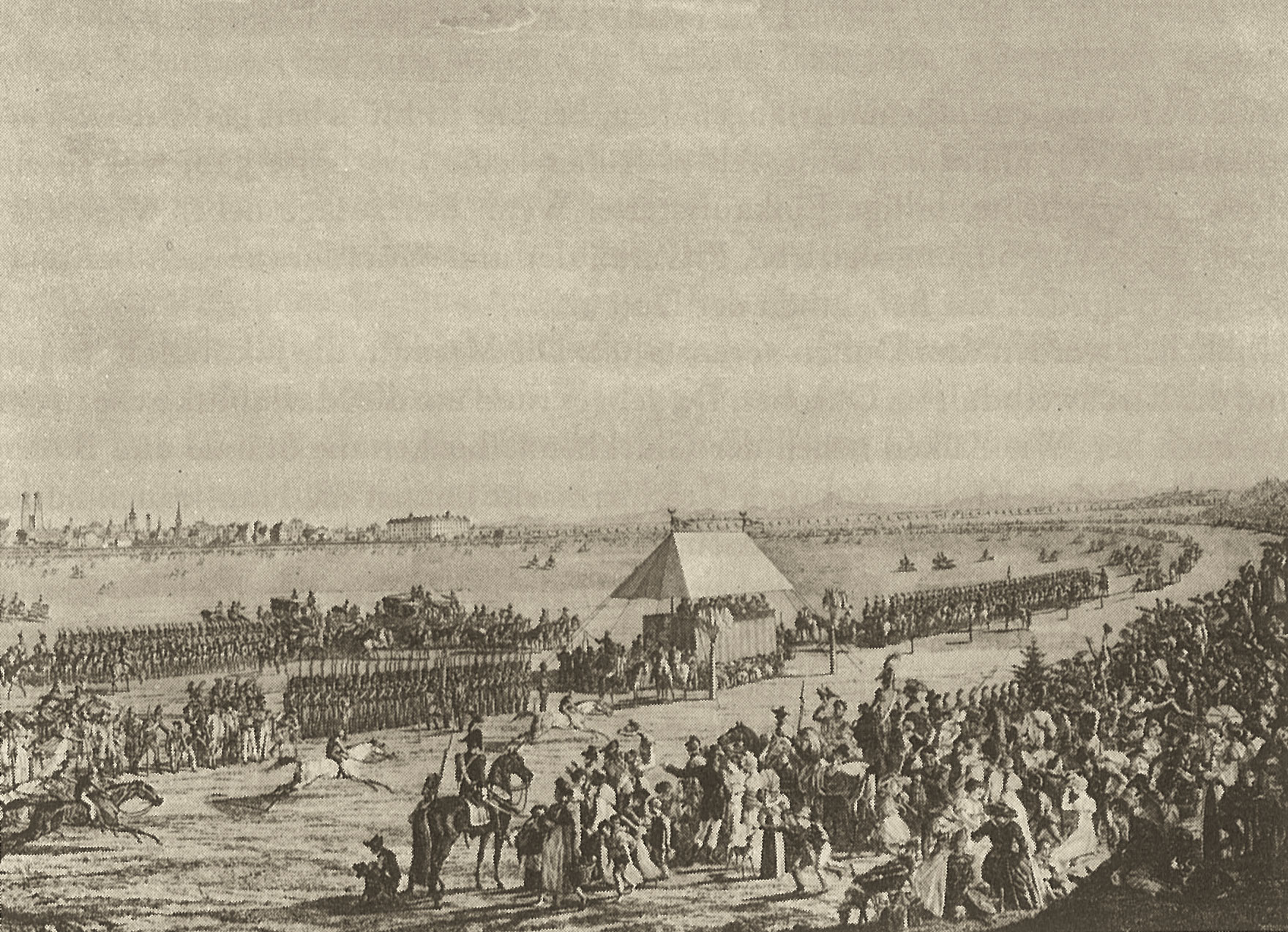
Ein Pferderennen auf der Theresienwiese, um 1811

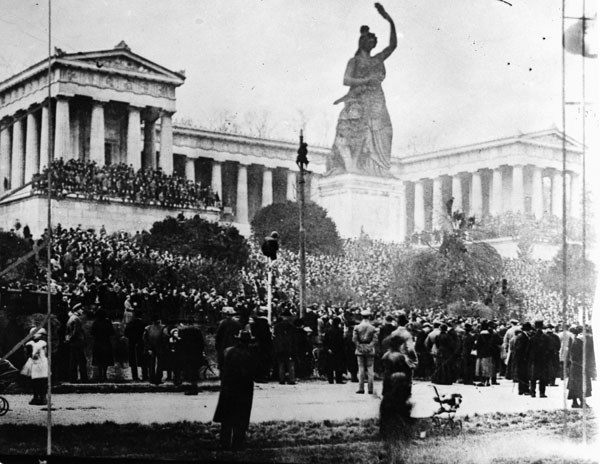
Kundgebung auf der Theresienwiese am 7. November 1918, die den Ausgangspunkt der Novemberrevolution in Bayern markiert

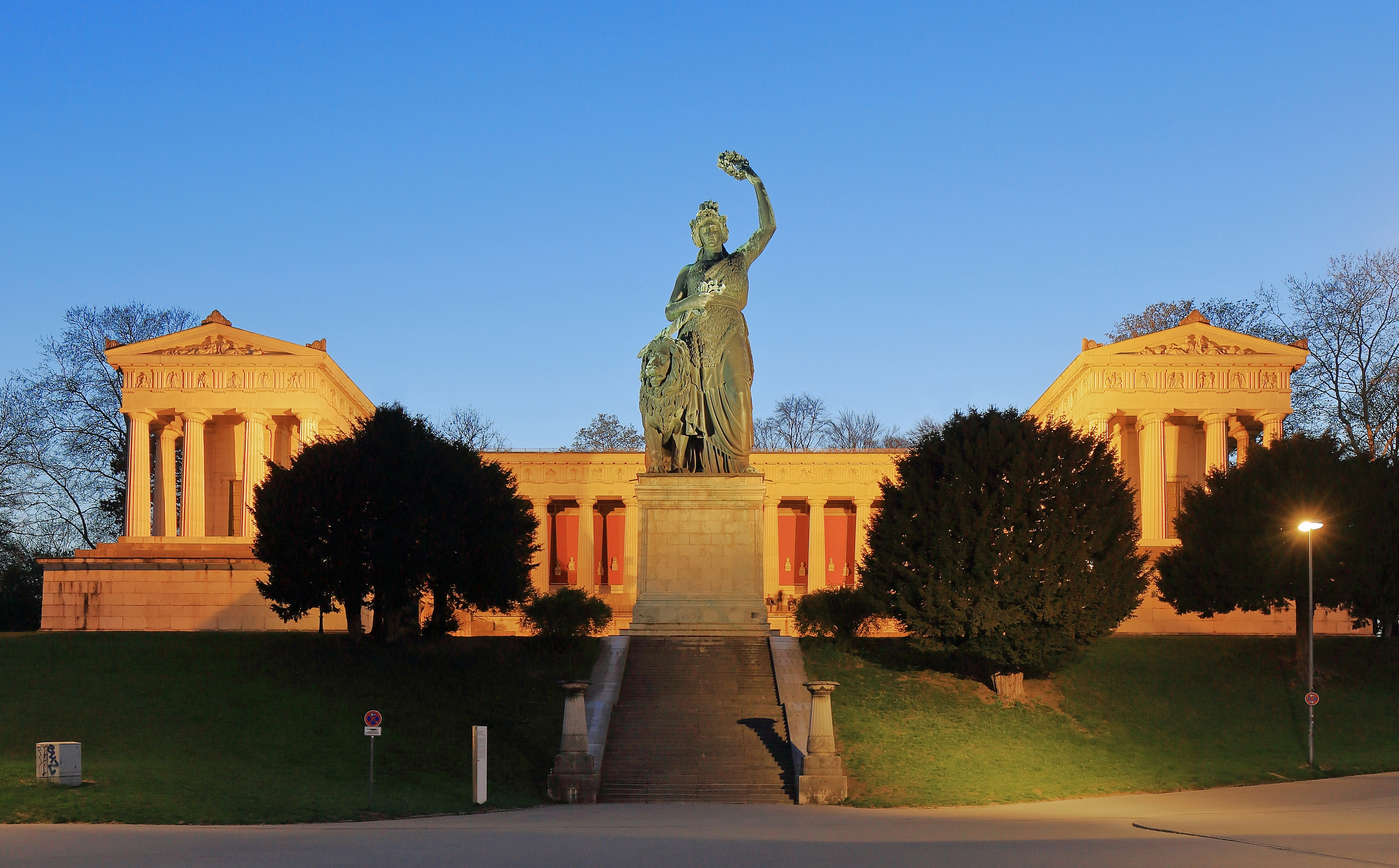
Statue der Bavaria

Die Theresienwiese in München ist ein Festplatz im Stadtteil Ludwigsvorstadt-Isarvorstadt. Auf dem Platz findet seit 1810 alljährlich das Oktoberfest statt, das als größtes Volksfest der Welt gilt. Die 42 Hektar (420.000 m²) große Sonderfreifläche wird vom Bavariaring bzw. Theresienhöhe umrandet und von West nach Ost von der nur für Fußgänger und Radfahrer zugänglichen Matthias-Pschorr-Straße durchschnitten, deren Abschluss im Westen die Statue der Bavaria und im Osten der Esperantoplatz ist.

## Geschichte
Benannt wurde die Theresienwiese nach Prinzessin Therese von Sachsen-Hildburghausen, der Gemahlin des bayerischen Kronprinzen Ludwig, des späteren Königs Ludwig I. Am 12. Oktober 1810 wurde das Paar getraut. Zum Abschluss der tagelangen Hochzeitsfeiern wurde am 17. Oktober ein Pferderennen (neuaufgelegtes Scharlachrennen) veranstaltet. Es wurde von dem Bankier Andreas Michael Dall’Armi organisiert. Für das frisch getraute Paar errichtete man einen Pavillon, wo es die Huldigungen von 16 Kinderpaaren entgegennahm. 50.000 Zuschauer lagerten auf einem Hang über der Wiese, die mit königlicher Genehmigung nun „Theresiens Wiese“ genannt wurde. Aus dem Pferderennen ging der Kutscher Franz Baumgartner als Sieger hervor.
Durch die Entscheidung, das Rennen im folgenden Jahr zu wiederholen, entstand die Tradition des Oktoberfestes. Schon 1811 kam zum Pferderennen das erste Landwirtschaftsfest (des 1810 gegründeten Landwirthschaftlichen Vereins in Bayern) als Ausstellung der inländischen Viehzucht.
1812 wurde für 18. und 19. Oktober das vom König genehmigte Nazionalfest zur Ermunterung und Beförderung der Landwirthschaft vorgesehen und in dessen Rahmen ein Pferderennen. Die Rennen des Centralfestes sahen Proberennen für zwei Klassen vor: Bayern und Ausländer. Insgesamt waren 37 Pferde genannt, davon 15 ausländische.
1818 wurden erste Karussells und Schaukeln aufgestellt. 1890 trat Buffalo Bill mit einem Tross von Indianern, Cowboys und Tieren im Rahmen seiner Europatournee auf. Ab 1896 gab es die ersten großen Bierzelte.
Am 7. November 1918 kam es auf der Theresienwiese zu einer großen Kundgebung gegen den Ersten Weltkrieg mit etwa 60.000 Teilnehmern, die unmittelbar danach zum Sturz von König Ludwig III. führte. Demonstrationen am 7. Januar 1919 und am 16. Februar am selben Ort waren Zwischenstationen bei der Errichtung der Münchner Räterepublik.
Am 2. April 1938 ließ sich Adolf Hitler nach dem Anschluss Österreichs auf der Theresienwiese feiern. In einer nächtlichen Veranstaltung schworen ihm etwa 500.000 Teilnehmer die Treue. Auch Ordensvergaben wurden in der Zeit des Nationalsozialismus auf der Theresienwiese organisiert.
Am 26. September 1980 fand das Oktoberfestattentat statt. Der Anschlag gilt bis heute als schwerster Terrorakt der deutschen Nachkriegsgeschichte. Es starben 13 Menschen bei der Explosion einer Bombe am Haupteingang des Oktoberfests, 211 wurden verletzt, 68 davon schwer. Nach offizieller Behördenmeinung soll Gundolf Köhler als Einzeltäter allein für diese Tat verantwortlich gewesen sein. Dies ist umstritten.

## Die Theresienwiese heute

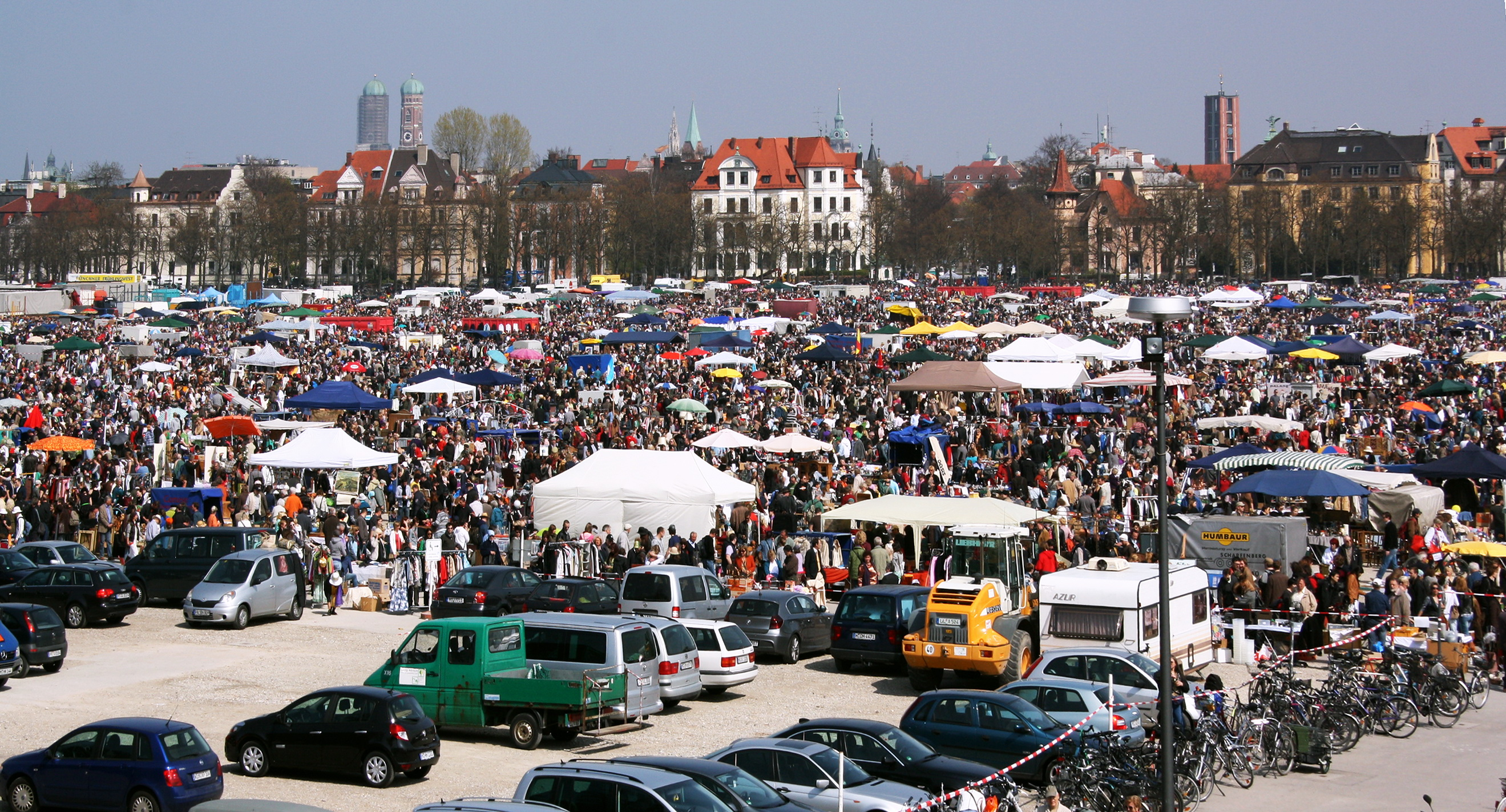
Flohmarkt 2010 zum Beginn des Frühlingsfestes auf der Theresienwiese

Seit dem 200-jährigen Jubiläum des Oktoberfestes findet auf der Theresienwiese nicht nur das Oktoberfest (im Münchner Volksmund die Wiesn genannt) mit weit über sechs Millionen Besuchern aus aller Welt statt, sondern zeitgleich die Oide Wiesn, wenn nicht das traditionelle Schwesterfest, das Bayerische Zentral-Landwirtschaftsfest (ZLF) stattfindet. Außerdem werden das Münchner Frühlingsfest, im Winter das Tollwood-Festival sowie Zirkustourneen und Flohmärkte dort ausgerichtet.
Markante Punkte an der Theresienwiese sind die Bavaria vor der Ruhmeshalle im Westen sowie die 97 Meter hohe neugotische Sankt-Pauls-Kirche im Norden. Eine nennenswerte Begrünung, etwa Rasen, ist auf dieser Freifläche ungeachtet ihres historischen Namens nicht mehr vorhanden. Sie wirkt daher – ähnlich dem Hamburger Heiligengeistfeld außerhalb der Perioden mit Großveranstaltungen – für ein innerstädtisches Terrain in prominenter Lage ungewöhnlich verödet. Bemerkenswert ist jedoch, dass sich Teile der Schotterflächen zeitweise von selbst mit typischem Brachflächengewächs füllen und man für Teile also gewissermaßen eine Art „Wiese“ ausmachen kann.
Seit 2004 steht nördlich der Bavaria auf der Theresienwiese das Servicezentrum auf der Theresienwiese in München. Das Gebäude beinhaltet drei Funktionen: eine Polizeiwache im südlichen Teil, die Einsatzzentrale der Feuerwehr und die Sanitätsstation mit Behandlungs- und Ruheräumen (der Betreiber wird öffentlich ausgeschrieben, bis 2017 das Bayerische Rote Kreuz (BRK), 2018–2024 die Aicher Ambulanz) im mittleren Bereich sowie im Nordflügel die Räume des Fremdenverkehrsamtes, des Jugendamtes und des Fundbüros. Das Fremdenverkehrsamt nutzt den Nordflügel des Gebäudes ganzjährig, was einer Auslastung von etwa 20 % entspricht. Das restliche Gebäude wird nur während des Oktoberfestes, inklusive Auf- und Abbauphase, genutzt. In der Ruhephase spült eine Automatik alle 72 Stunden die Trinkwasser-Leitungen durch, ansonsten gilt das Gebäude als „Wartungsfrei“.

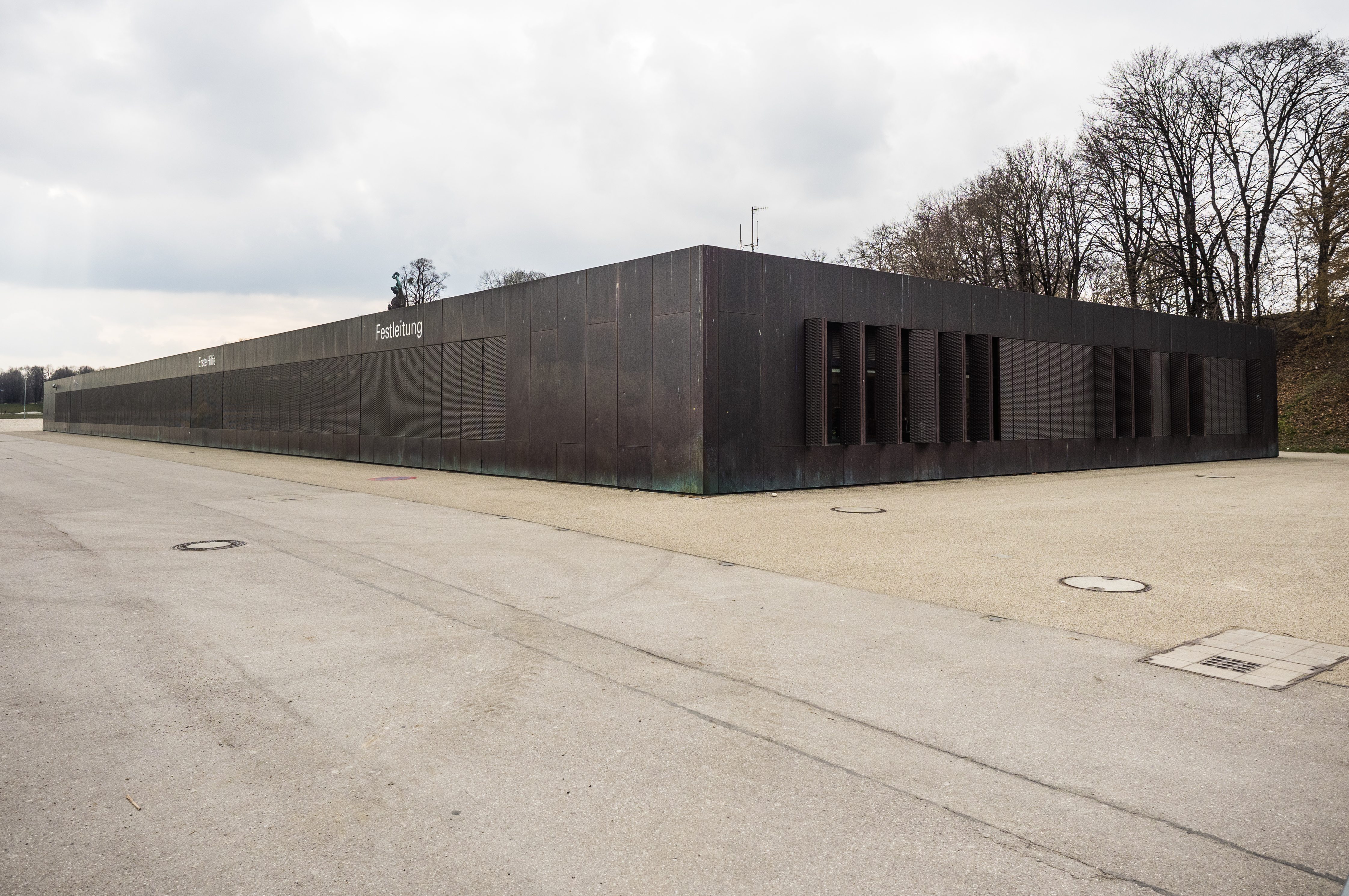
Servicezentrum auf der Theresienwiese in geschlossenem Zustand – 2016

Nordöstlich der Theresienwiese befindet sich der U-Bahnhof Theresienwiese, der von den U-Bahn-Linien U4 und U5 bedient wird. Entlastet werden soll dieser vom U-Bahnhof Esperantoplatz auf der geplanten U9-Spange.